# 林真太郎
林 真太郎（はやし しんたろう、1993年9月13日 - ）は、ラグビーユニオンの選手。

## 来歴
12歳からラグビーを始めた。
2012年、同志社香里高校卒業後、同志社大学に入学。
2013年、U20日本代表に選ばれた。
2015年、同志社大学ラグビー部の副将に就任した。
2016年、同志社大学卒業後、神戸製鋼コベルコスティーラーズに加入。
同年12月4日に行われたジャパンラグビートップリーグ第10節の宗像サニックスブルース戦に先発出場で公式戦初出場を果たした。
2025年6月、コベルコ神戸スティーラーズを退団。